# Masaaki Kaneko
Masaaki Kaneko (金子正明 (Kaneko Masaaki?); 8 luglio 1940) è un ex lottatore giapponese, specializzato nella lotta libera.

## Palmarès

### Olimpiadi
- 1 medaglia:
  - 1 oro (Città del Messico 1968 nei 63 kg)

### Mondiali
- 2 medaglie:
  - 2 ori (Toledo 1966 nei 63 kg; New Delhi 1967 nei 63 kg)

### Giochi asiatici
- 1 medaglia:
  - 1 oro (Bangkok 1966 nei 63 kg)